# Zagorzyce (gromada w powiecie miechowskim)
Zagorzyce – dawna gromada, czyli najmniejsza jednostka podziału terytorialnego Polskiej Rzeczypospolitej Ludowej w latach 1954–1972.
Gromady, z gromadzkimi radami narodowymi (GRN) jako organami władzy najniższego stopnia na wsi, funkcjonowały od reformy reorganizującej administrację wiejską przeprowadzonej jesienią 1954 do momentu ich zniesienia z dniem 1 stycznia 1973, tym samym wypierając organizację gminną w latach 1954–1972.
Gromadę Zagorzyce z siedzibą GRN w Zagorzycach utworzono – jako jedną z 8759 gromad na obszarze Polski – w powiecie miechowskim w woj. krakowskim, na mocy uchwały nr 24/IV/54 WRN w Krakowie z dnia 6 października 1954. W skład jednostki weszły obszary dotychczasowych gromad Podmiejska Wola Górna, Podleśna Wola, Pstroszyce I, Pstroszyce II, Siedliska i Zagorzyce ze zniesionej gminy Wielko-Zagórze oraz obszar enklawy leżący w granicach dotychczasowej gromady Podmiejska Wola Górna należący dotychczas do miasta Miechów w tymże powiecie. Dla gromady ustalono 18 członków gromadzkiej rady narodowej.
31 grudnia 1961 do gromady Zagorzyce przyłączono obszar zniesionej gromady Strzeżów.
Gromadę zniesiono 1 stycznia 1969, a jej obszar włączono do nowo utworzonej gromady Miechów.